# Говор тела
Говор тела је облик комуникације код ког се користе гестикулација и покрети уместо речи. У такве покрете спадају израз лица, држање тела, покрети очију и сл. Говор тела може дати саговорницима увид у менталне процесе, или начин људског размишљања, јер могу одражавати више него што је могуће говором. Невербална комуникација може изразити и афективно изражавање осећаја. Људи су често несвесни свог говора тела што показује колико се посвећују преносу информација, односно да су исте тачне или нетачне.